# Kánó
Kánó je obec na severovýchodě Maďarska v župě Borsod-Abaúj-Zemplén v okrese Putnok.
Rozkládá se na ploše 13,77 km² a v roce 2024 zde žilo 139 obyvatel.